# Prefeitos e Independentes
Os Prefeitos e Independentes (em tcheco/checo: Starostové a nezávislí), mais conhecido pelo acrónimo STAN, é um partido político checo de ideologia regionalista, localista e liberal fundado em 2004. Liderado inicialmente por seu fundador, Petr Gazdik, o STAN inicialmente disputou eleições tanto a nível regional quanto a nível nacional em coligação com o TOP 09. Em 2013, a referida coligação limitou-se somente às eleições legislativas nacionais para a Câmara dos Deputados e o Senado da Chéquia. Compartilhando as listas abertas de candidatos para as eleições parlamentares europeias de 2014, STAN e TOP 09 obtiveram, somados, 15,95% dos votos válidos e elegeram 4 dos 21 deputados da bancada checa no Parlamento Europeu. 
Em 2017, seu atual líder Vít Rakušan foi eleito e a coligação com o TOP 09 foi dissolvida e o partido concorreu pela primeira vez de forma independente nas eleições legislativas de 2017 e logrou obter representação parlamentar na Câmara dos Deputados ao conseguir ultrapassar a cláusula de barreira, obtendo 5.18% dos votos válidos e elegendo 6 deputados.
Em 2020, o STAN foi o partido mais votado nas eleições para o Senado após obter 12.87% dos votos válidos e eleger 19 dos 81 senadores eleitos no referido pleito. Para as eleições legislativas de 2021, o partido voltou a formar uma coligação, agora com o Partido Pirata Checo e esta nova formação política obteve votação expressiva, conquistando 15.62% dos votos válidos e elegendo juntos 37 deputados, convertendo-se na terceira força política do país e fornecendo apoio parlamentar ao gabinete do atual primeiro-ministro Petr Fiala.

## Resultados eleitorais

### Eleições legislativas
| Data | Cl. | Votos                                  | %                                      | +/-                                    | Deputados |      | Status            |
| ---- | --- | -------------------------------------- | -------------------------------------- | -------------------------------------- | --------- | ---- | ----------------- |
| 2010 | 3.º | Em coalizão com o TOP 09               | Em coalizão com o TOP 09               | Em coalizão com o TOP 09               | 5 / 200   | Novo | Apoio parlamentar |
| 2013 | 4.º | Em coalizão com o TOP 09               | Em coalizão com o TOP 09               | Em coalizão com o TOP 09               | 4 / 200   | 1    | Oposição          |
| 2017 | 9.º | 262 157                                | 5,18 / 100                             | 5,18                                   | 6 / 200   | 2    | Oposição          |
| 2021 | 3.º | Em coalizão com o Partido Pirata Checo | Em coalizão com o Partido Pirata Checo | Em coalizão com o Partido Pirata Checo | 33 / 200  | 27   | Apoio parlamentar |

### Eleições europeias
| Data | Cl. | Votos                    | %                        | +/-                      | Deputados | +/-  |
| ---- | --- | ------------------------ | ------------------------ | ------------------------ | --------- | ---- |
| 2009 |     | 53 984                   | 2,29 / 100               | Novo                     | 0 / 21    | Novo |
| 2014 | 1.º | Em coalizão com o TOP 09 | Em coalizão com o TOP 09 | Em coalizão com o TOP 09 | 4 / 21    | 4    |
| 2019 | 1.º | Em coalizão com o TOP 09 | Em coalizão com o TOP 09 | Em coalizão com o TOP 09 | 3 / 21    | 1    |